# Hostal Cuba
L'Hostal Cuba és un establiment hoteler d'influència modernista construït el 1904 al barri de Santa Catalina, a la ciutat de Palma, Mallorca.

## Història
Els orígens de l'Hostal Cuba estan lligats a Rafel Juan Roca, 